# Хатегека, Гасоре
Гасоре Хатегека (фр. Gasore Hategeka, род. 1 марта 1987) — руандийский шоссейный велогонщик.

## Карьера
В период с 2009 по 2018 год в рамках Африканского тура UCI стартовал на Туре Руанды, Туре Марокко, Туре Камеруна, Туре Квита Изины, Тропикале Амисса Бонго, Туре Эритреи, Фенкил Норд Ред Сиа, Гран-при Шанталь Бийя, Туре Кот-д’Ивуара, Туре Мелеса Зенауи, Туре Константина, Туре Блиды, Туре Алжира. Наивысшем достижением на них стали только победы на нескольких этапах. А в рамках Американского тура UCI стартовал на Тур ду Рио, Классика Колорадо, Каскейд Классик.
В 2011 году принял участие в Всеафриканских играх 2011, проходивших в Мапуту (Мозамбик). На них выступил групповой гонке по итогам которой занял 12-е место уступив почти 15 минут её победителю.
В 2012 году вместе с Жанвье Хади помог Дидье Муньянезе, с котором они проживали по соседству, начать заниматься профессиональным велоспортом как видом спорта.
В 2014 году участвовал в Играх Содружества 2014 в Глазго (Шотландия). На них в групповой гонке, проходившей под проливным дождём он как и большинство участников, сошёл с дистанции. Из 139 стартовавших финишировать сумели только 12 человек.
Дважды стал чемпионом Руанды в групповой гонке.
Несколько раз принимал участие в чемпионате Африки. 

## Достижения
2010
3-й этап на Тур Камеруна
2-й на Чемпионат Руанды — групповая гонка
2011
3-й этап на Тур Камеруна
2013
 Чемпион Руанды — групповая гонка
2016
3-й этап на Тур Кот-д’Ивуара
2017
 Чемпион Руанды — групповая гонка

## Рейтинги
| Год                 | 2010  | 2011 | 2012  | 2013 | 2014  | 2015  | 2016   | 2017  | 2018   |
| ------------------- | ----- | ---- | ----- | ---- | ----- | ----- | ------ | ----- | ------ |
| Мировой рейтинг UCI |       |      |       |      |       |       | 1570-й | 886-й | 1090-й |
| Африканский тур UCI | 105-й | 69-й | 117-й | 40-й | 213-й | 126-й | 119-й  | 32-й  | 46-й   |
|                     |       |      |       |      |       |       |        |       |        |
| Источник: UCI       |       |      |       |      |       |       |        |       |        |